# NARUTO -ナルト- (ゲーム)
NARUTO -ナルト- (ゲーム) では漫画『NARUTO -ナルト-』のゲーム化作品について解説する。

## 概要
現在発売されているテレビゲームは28種類（日本未発売を含む）、携帯型ゲームは22種類、モバイルゲームは6種類、PC用オンラインゲームが1種類（日本未発売を含む・タブレット端末は除く・マルチプラットフォームは除く）発売されている。
またコンピューターを介さないゲームとしては、カードゲームは2002年から発売され、現在巻の十七まで発売されている他、2014年より体感型ゲームも行われるようになった。テーマパークでテーマエリアの常設の一環で、アトラクションも行われており、一部が体感型ゲームとも関連しているものもあるためゲームではないもののそちらについても記載している。
内容はテレビアニメ『NARUTO -ナルト-』の内容に基づいてゲーム化しており、一部は劇場版の内容も含んでいる。テレビアニメ『NARUTO -ナルト-』が2007年春から『NARUTO -ナルト- 疾風伝』に変更されたことに伴い、ゲームのタイトルもNARUTO -ナルト- 疾風伝から始まるものになった。
発売はバンダイ系のゲーム関連会社（※）とタカラトミー。前者はPlayStation系のハード他を担当し、後者は任天堂系のハードを担当していたが、コンピュータゲーム関連事業がタカラトミーアーツに移管され、また『NARUTO -ナルト-SD パワフル疾風伝』以降、バンダイナムコからも任天堂系のハードを担当するようになった。

## スワンクリスタル・ ワンダースワンカラー
NARUTO -ナルト- 木ノ葉忍法帖
メーカー：バンダイ
発売日：2003年3月27日

## ニンテンドーゲームキューブ
NARUTO -ナルト- 激闘忍者大戦!
メーカー：トミー
発売日　：2003年4月11日
NARUTO -ナルト- 激闘忍者大戦!2
メーカー：トミー
発売日　：2003年12月4日
NARUTO -ナルト- 激闘忍者大戦!3
メーカー：トミー
発売日　：2004年11月20日
NARUTO -ナルト- 激闘忍者大戦!4
メーカー：トミー
発売日　：2005年11月21日

## ゲームボーイアドバンス
NARUTO -ナルト- 忍術全開! 最強忍者 大結集メーカー：トミー
発売日：2003年5月1日
NARUTO -ナルト- 木ノ葉戦記メーカー：トミー
発売日：2003年9月12日
NARUTO -ナルト- 最強忍者 大結集2メーカー：トミー
発売日：2004年4月29日
NARUTO -ナルト- ナルトRPG〜受けつがれし火の意志〜メーカー：トミー
ジャンル：RPG
発売日：2004年7月22日
海外では、2007年にニンテンドーDS版が発売されている。 (アメリカのみ)

## PlayStation
NARUTO -ナルト- 忍の里の陣取り合戦
メーカー：バンダイ
発売日：2003年6月26日
ジャンル：ボードゲーム

## PlayStation 2
NARUTO -ナルト- ナルティメットヒーロー
メーカー： バンダイ
発売日：2003年10月23日
ジャンル：3Dアクション
NARUTO -ナルト- ナルティメットヒーロー2
メーカー：バンダイ
発売日：2004年9月30日
ジャンル：忍道対戦アクション
NARUTO -ナルト- うずまき忍伝
メーカー：バンダイ
発売日：2005年8月18日
ジャンル：3D忍アクション
NARUTO -ナルト- ナルティメットヒーロー3
メーカー：バンダイ
発売日：2005年12月22日
ジャンル：忍道対戦アクション
NARUTO -ナルト- 木ノ葉スピリッツ!!
メーカー：バンダイナムコゲームス
発売日：2006年11月16日
ジャンル：3D忍アクション
NARUTO -ナルト- 疾風伝　ナルティメットアクセル
メーカー：バンダイナムコゲームス
発売日：2007年4月5日
ジャンル：忍道対戦アクション
NARUTO -ナルト- 疾風伝　ナルティメットアクセル2
メーカー：バンダイナムコゲームス
発売日：2007年12月20日
ジャンル：忍者対戦アクション

## ニンテンドーDS
NARUTO -ナルト- 最強忍者大結集3 for DS
メーカー：トミー
発売日：2005年4月21日
ジャンル：アクション
NARUTO -ナルト- ナルトRPG2 千鳥VS螺旋丸
メーカー：トミー
発売日：2005年7月14日
ジャンル：RPG
NARUTO -ナルト- 最強忍者大結集4 DS
メーカー：タカラトミー
発売日：2006年4月27日
ジャンル：アクション
NARUTO -ナルト- ナルトRPG3 霊獣VS木ノ葉小隊
メーカー：タカラトミー
発売日：2006年7月13日
ジャンル：RPG
ニンテンドーWi-Fiコネクション対応
NARUTO -ナルト- 忍列伝
メーカー:タカラトミー
発売日：2006年12月14日
ジャンル：3D格闘アクション
NARUTO -ナルト- 疾風伝 最強忍者大結集5 決戦!“暁”
メーカー：タカラトミー
発売日：2007年7月19日
ジャンル：アクション
ニンテンドーWi-Fiコネクション対応
NARUTO-ナルト-疾風伝 大乱戦！影分身絵巻
メーカー：タカラトミー
発売日：2008年2月14日
ジャンル:アクション
NARUTO -ナルト- 疾風伝 忍列伝Ⅱ
メーカー: タカラトミー
発売日:2008年4月24日
ジャンル:3D格闘アクション
NARUTO -ナルト- 疾風伝 最強忍者大結集 激突!!ナルトVSサスケ
メーカー：タカラトミー
発売日：2008年7月10日
ジャンル:横スクロール忍者アクション
NARUTO -ナルト- 疾風伝 忍列伝Ⅲ
メーカー：タカラトミー
発売日：2009年4月30日
ジャンル：3D格闘アクション
NARUTO -ナルト- 疾風伝 忍術全開!チャクラッシュ!!
メーカー：タカラトミー
発売日：2010年4月22日
ジャンル：ハイスピード忍者バトルアクション

## PlayStation Portable
NARUTO -ナルト- ナルティメットポータブル
メーカー：バンダイ
発売日：2006年3月30日
ジャンル：忍道対戦アクション
NARUTO-ナルト-疾風伝 ナルティメットアクセル3
メーカー：バンダイナムコゲームス
発売日：2009年12月10日
ジャンル：忍道大戦アクション
NARUTO -ナルト- 疾風伝 キズナドライブ
メーカー：バンダイナムコゲームス
発売日：2010年7月15日
NARUTO -ナルト- 疾風伝  ナルティメットインパクト
メーカー：バンダイナムコゲームス
発売日：2011年10月20日

## Wii
NARUTO -ナルト- 疾風伝 激闘忍者大戦!EX
メーカー：タカラトミー
発売日：2007年2月22日
ジャンル：3D忍者対戦格闘
NARUTO -ナルト- 疾風伝 激闘忍者大戦!EX2
メーカー：タカラトミー
発売日：2007年11月29日
ジャンル：3D忍者対戦格闘
NARUTO -ナルト- 疾風伝 激闘忍者大戦!EX3
メーカー：タカラトミー
発売日：2008年11月27日
ジャンル：3D忍者対戦格闘
NARUTO -ナルト- 疾風伝 龍刃記
メーカー：タカラトミー
発売日：2009年11月26日
ジャンル：忍者アクション
NARUTO -ナルト- 疾風伝 激闘忍者大戦!SPECIAL
メーカー：タカラトミー
発売日：2010年12月2日
ジャンル：3D忍者対戦格闘

## Xbox 360
Naruto: Rise of a Ninja（海外版タイトル、日本未発売）
メーカー：Ubisoft（北米・欧州）
発売日：2007年10月19日（北米・欧州）
ジャンル：アクションRPG
北米版アジア版ともに日本版Xbox 360で動作可能。音声は英語等の吹き替えの他に日本語音声(アニメ版キャスト)が無料ダウンロードコンテンツとして提供されている。
Naruto: The Broken Bond（海外版タイトル、日本未発売）
メーカー：Ubisoft（北米・欧州）
発売日：2008年11月18日（北米）
ジャンル：アクションRPG
はじめから日本語音声入り。ただしインターフェイスは英語のみ。
マルチプラットフォーム作品は該当する節を参照。

## PlayStation 3
NARUTO -ナルト-ナルティメットストーム
メーカー：バンダイナムコゲームス
発売日：2009年1月15日
ジャンル：忍道対戦アクション
オフィシャルサイト
マルチプラットフォーム作品は該当する節を参照。

## マルチプラットフォーム

### PlayStation 3 & Xbox 360
NARUTO -ナルト-ナルティメットストーム2
メーカー：バンダイナムコゲームス
発売日：2010年10月21日
ジャンル：忍道対戦アクション
オフィシャルサイト
NARUTO -ナルト-ナルティメットストームジェネレーション
メーカー：バンダイナムコゲームス
発売日：2012年2月23日
ジャンル：忍道対戦アクション
オフィシャルサイト
NARUTO -ナルト- 疾風伝 ナルティメットストーム3
メーカー：バンダイナムコゲームス
発売日：2013年4月18日
ジャンル：忍道対戦アクション
オフィシャルサイト
NARUTO -ナルト- 疾風伝 ナルティメットストームレボリューション
メーカー : バンダイナムコゲームス
発売日 : 2014年9月11日
ジャンル :忍道対戦アクション
オフィシャルサイト

### PlayStation 5 & PlayStation 4 & Nintendo Switch & Xbox One
NARUTO X BORUTO ナルティメットストームコネクションズ
メーカー : バンダイナムコエンターテインメント
発売日 : 2023年11月16日
ジャンル : 対戦アクションゲーム

### タブレット端末・PC
NARUTO X BORUTO 忍者TRIBES
メーカー : バンダイナムコエンターテインメント
発売日 : enza（ブラウザ（スマートフォン及びPC）版 2020年3月5日、Android・iOS アプリ版 2020年3月16日
ジャンル：ワンタップ忍連携バトル
2021年12月16日をもって、サービスを終了した。

## ニンテンドー3DS
NARUTO -ナルト- 疾風伝 忍立体絵巻! 最強忍界決戦!!
メーカー：タカラトミー
発売日：2011年3月31日
ジャンル：横スクロール忍アクション
NARUTO -ナルト-SD パワフル疾風伝
メーカー：バンダイナムコゲームス
発売日：2012年11月29日
ジャンル：3Dコミカルアクション
スピンオフ『NARUTO -ナルト- SD ロック・リーの青春フルパワー忍伝』同様のキャラクターデザインとなっており、本編ストーリーをギャグ調にアレンジしている。

## GREE
NARUTO -ナルト- 忍マスターズ
メーカー：グリー、監修：バンダイナムコゲームス
配信開始：2012年6月27日
ジャンル：ソーシャルカードRPG
後日エイチームとの共同開発でiOS用アプリ、Android用アプリもリリースされている。
NARUTO-ナルト- 忍コレクション
メーカー：グリーとForGroove
配信開始：2014年4月25日
ジャンル：ソーシャルカードRPG
後日iOS用アプリ、Android用アプリにも対応している。

## PC用オンラインゲーム
NARUTO 火影忍者 ONLINE（海外版タイトル）
メーカー：バンダイナムコエンターテインメントとテンセントゲームス
配信開始：2014年11月10日
ジャンル：RPG

マルチプラットフォーム作品は該当する節を参照。

## タブレット端末専用
NARUTO-ナルト- 忍コレクション 疾風乱舞
メーカー：グリーとクルーズ
配信開始：Android版 2015年4月30日、iOS版 2015年7月27日
ジャンル：RPG×ランナーゲーム
NARUTO 火影忍者 MOBILE（海外版タイトル）
メーカー：バンダイナムコエンターテインメントとテンセントゲームス
配信開始：2016年5月19日
ジャンル：RPG
NARUTO X BORUTO 忍者BORUTAGE
メーカー：バンダイナムコエンターテインメント
配信開始：2017年11月15日
ジャンル： 砦アクション忍者バトル
マルチプラットフォーム作品は該当する節を参照。

## PlayStation 4
NARUTO -ナルト- 疾風伝 ナルティメットストーム4
発売日：2016年2月4日
ジャンル：忍者大戦アクション
後日『ROAD TO BORUTO』がDLCにて追加可だった。
海外では、2016年にXbox OneとSteam（PC）版が発売されている。
NARUTO -ナルト- 疾風伝 ナルティメットストーム4　ROAD TO BORUTO
発売日：2017年2月2日
ジャンル：忍道対戦アクション
『ナルティメットストーム4』に『ROAD TO BORUTO』を追加収録したもの。
NARUTO -ナルト- 疾風伝 ナルティメットストームトリロジー
発売日：2017年7月27日
ジャンル：忍道対戦アクション
PS3タイトルの『ナルティメットストーム1～3』を収録したもの、各タイトルのDLCを一部除き初期収録。

## Nintendo Switch
NARUTO -ナルト- 疾風伝 ナルティメットストーム4　ROAD TO BORUTO
発売日：2020年4月23日
ジャンル：忍道対戦アクション
PS4タイトルに『NEXT GENERATIONS』を追加収録したもの。

## アーケードゲーム
NARUTO ナルティメットカードバトル
メーカー：バンダイ
稼働日: 2005年10月
ナルティメットカードバトルは、データカードダスの一つ。またNARUTOカードゲームとしても使うことができる。
NARUTO疾風伝 究極任務 ナルティメットミッション
メーカー：バンダイ
稼働日: 2007年2月
ナルティメットミッションは、データカードダスの一つ。また、ナルティメットカードバトルのカードも使うことができる。
NARUTO疾風伝 ナルティメットフォーメーション
メーカー：バンダイ
稼働日: 2007年12月14日
ナルティメットフォーメーションは、データカードダスの一つ。また、ナルティメットカードバトル・ナルティメットミッションのカードも使うことができる。
NARUTO疾風伝 ナルティメットクロス
メーカー：バンダイ
稼働日: 2009年1月29日
ナルティメットクロスは、データカードダスの一つ。また、ナルティメットカードバトル・ナルティメットミッション・ナルティメットフォーメーションのカードも使うことができる。
火影忍者 斗牌世界
メーカー：マーベラス
稼働日: 2023年9月26日
斗牌世界は、ゲーム機から排出されるプレートをスキャンエリアにセットしバトルするゲーム。
2023年9月に中国で稼働した後、2024年7月にアメリカで『Naruto Emblem Battle』として稼働開始した。日本での稼働は2024年7月現在、予定されていない。

## 体感型ゲーム
リアル謎解きゲームブック「THE LAST –NARUTO THE MOVIE-」封印されし巻物をさがせ!～天の書編～
主催：謎解きタウン
会場：ららぽーとTOKYO-BAY、ららぽーと横浜
開催日：2014年12月1日～2015年1月5日
ジャンル：イベント連動型ゲームブック
リアル謎解きゲームブック「THE LAST –NARUTO THE MOVIE-」封印されし巻物をさがせ!～地の書編～
主催：謎解きタウン
会場：アーバンドックららぽーと豊洲
開催日：2014年12月1日～2015年1月5日
ジャンル：イベント連動型ゲームブック
NARUTO×謎解きラリー 忍者学校からの挑戦状
主催：ナゾメイト
会場：ジャンプフェスタ2015
開催日：2014年12月20日～21日
ジャンル：謎解きラリー
BORUTOと謎隠れの里 解術編 狙われた木ノ葉隠れの里
主催：ネットとリアルで体感ゲーム
会場：全国28箇所のイオンシネマ
開催日：2015年7月15日～9月6日まで全日
ジャンル：リアル謎解きゲーム
BORUTOと謎隠れの里 脱出編 囚われた火影-ナルト-
主催：NAZO×NAZO劇団
会場：全国7都市各々の会場
開催日：2015年7月25日～9月23日（初演～終演まで合計日程）
ジャンル：リアル謎解きゲーム
NARUTO×リアル謎解きゲーム 目指せ忍者! アカデミー卒業試験!
主催：富士急ハイランド、謎制作：NAZO×NAZO劇団
会場：富士急ハイランド
開催日：2019年7月26日より全日（キット売り切り次第終了）
ジャンル：リアル謎解きゲーム
BORUTO×リアル謎解きゲーム 特別任務! 科学遊園地『FUJIKYU』を守れ!
主催：富士急ハイランド、謎制作：NAZO×NAZO劇団
会場：富士急ハイランド
開催日：2019年7月26日より全日（キット売り切り次第終了）
ジャンル：リアル謎解きゲーム
NARUTO＆BORUTO 忍里×リアル謎解きゲーム 地の巻〜外伝〜
主催：ニジゲンノモリ、謎制作：NAZO×NAZO劇団
会場：ニジゲンノモリ
開催日：2019年9月14日より全日
ジャンル：リアル謎解きゲーム
アトラクション『NARUTO アトラクション 地の巻』のサイドストーリー。
NARUTO疾風伝×リアル謎解きゲーム 忍里 特別任務
- #002 サスケ・イタチ篇　開催日：2020年7月4日～8月31日
- #004 カカシ・オビト篇　開催日：2020年8月29日～10月4日
- #005 ナルト・イルカ篇　開催日：2020年10月9日～11月29日
- #006 ナルト・我愛羅篇　開催日：2020年12月12日～2021年1月24日
- #007 忍里2周年篇〜しのび the とりっぷ〜 開催日：2021年3月27日～7月31日
- #008 サスケ・イタチ篇　開催日：2021年7月10日～8月31日
- #009 カカシ・オビト篇　開催日：2021年8月21日～10月10日
- #010 ナルト・シカマル篇　開催日：2021年10月02日～11月28日
- #011 我愛羅・ナルト篇　開催日：2021年12月4日～2022年1月19日
- #012 サクラ・ヒナタ篇　開催日：2022年3月26日～5月29日

主催：ニジゲンノモリ、企画制作：NAZO×NAZO劇団
会場：ニジゲンノモリ
ジャンル：リアル謎解きゲーム（謎、難易度は、それぞれ異なる）
NARUTO疾風伝×忍里探索ゲーム “暁”ハイド・アンド・シーク 忍里に潜む“暁”を見つけ出せ!
主催：ニジゲンノモリ
会場：ニジゲンノモリ
開催日：2021年9月4日より全日
ジャンル：リアル謎解きゲーム

## アトラクション
NARUTO アトラクション 地の巻
主催・会場：ニジゲンノモリ
開催日：2019年4月20日より全日
ジャンル：アスレチック
BORUTO アトラクション 天の巻
主催・会場：ニジゲンノモリ
開催日：2019年4月20日より全日
ジャンル：アスレチック
3Dシューティングライド 科学忍具道場
会場：富士急ハイランド
開催日：2019年7月26日より全日
ジャンル：3Dシューティングライド
ゲーム処 忍術カーニバル
会場：富士急ハイランド
開催日：2019年7月26日より全日
ジャンル：カエル飛ばし、手裏剣投げ、ボール転がし（全3種）
幻影劇場
会場：富士急ハイランド
開催日：2021年4月29日より全日
ジャンル：ライド型VRアトラクション

## NARUTOカードゲーム
『NARUTO -ナルト-』を題材としたトレーディングカードゲーム。メーカー主体によるイベントも各地で開かれている。

### カードの種類
カードは、忍カード、術カード、作戦カード、依頼人カードの4種類から成る。デッキの枚数は40枚。
忍カード
中心となるカード。攻撃や術の使用に必要。それぞれ火・水・風・土・雷のうち一つのシンボルを持つ。
術カード
術を発動するカード。発動にはシンボルが必要な場合もある。
作戦カード
各ターンに一度だけ、効果を発動できる。
依頼人カード
一般人をあらわすカード。忍のように出動はできない。

### ルール
それぞれ6枚ずつカードを引いてはじめる。
交互に攻撃をしながら最終的に戦果を10枚獲得した方が勝ちになる。ただし手札がなくなると負けになる。

## ジャンプ関連
『NARUTO -ナルト-』の登場人物が参戦している。
ジャンプスーパースターズ
メーカー：任天堂
発売日：2005年8月8日
ニンテンドーDS用格闘アクションゲーム
うずまきナルト、うちはサスケなど第1部のキャラ12人が参戦。
バトルスタジアム D.O.N
メーカー：バンダイナムコゲームス
発売日：2006年7月20日
PlayStation 2とニンテンドー ゲームキューブ用アクションゲーム
ドラゴンボールZ、ONE PIECE、NARUTO -ナルト-の3作品のキャラクターが登場。
ジャンプアルティメットスターズ
メーカー：任天堂
発売日：2006年11月23日
ニンテンドーDS用の格闘アクションゲーム
第二部のキャラ9人が参戦。
ミラクルバトルカードダス
メーカー：バンダイ
発売日：2012年4月21日 - 2014年7月19日（作品の参戦した商品の発売日）
トレーディングカードゲーム。
ジェイスターズビクトリーバーサス
メーカー：バンダイナムコゲームス
発売日：2014年3月19日
PlayStation 3、PlayStation Vita用のアクションゲーム
うずまきナルト、うちはサスケ、うちはマダラが参戦。
週刊少年ジャンプ オレコレクション!→ジャンプヒーロー大戦 -オレコレクション2-
メーカー：バンダイナムコエンターテインメント
配信期間：2017年7月6日 - 2020年9月30日
タブレット端末用のカードRPG。
うずまきナルトが参戦。
ジャンプチ ヒーローズ
メーカー：LINE
配信期間：2018年4月28日（作品の参戦した日） - 稼働中
タブレット端末用の友情・努力・勝利!体感プチプチRPG
『NARUTO』『BORUTO』のキャラクターが参戦。
週刊少年ジャンプ 実況ジャンジャンスタジアム
メーカー：コナミデジタルエンタテインメント
配信期間：2018年8月2日 - 2019年8月26日
タブレット端末用のオンライン対戦アクションゲーム。
うずまきナルトが参戦。
JUMP FORCE
メーカー：バンダイナムコエンターテインメント
PlayStation 4、Xbox One、Windows用の3D対戦アクションゲーム。デラックスエディション版としてNintendo Switch用に移植されている。
発売日：2019年2月14日、デラックスエディション版発売日：2020年8月27日
うずまきナルト、うちはサスケ、はたけカカシ、我愛羅、大筒木カグヤ、うちはマダラ、うずまきボルトが参戦。